# Emanuele Chiapasco
Emanuele Chiapasco (Torino, 27 luglio 1930 – Como, 1º gennaio 2021) è stato un giocatore di baseball, dirigente sportivo e dirigente d'azienda italiano.
Fu tra i pionieri del baseball in Italia. Diventò poi amministratore delegato di Standa.

## Biografia
Si appassionò al baseball sin da ragazzo e si unì al Leo Baseball.
Giocò la prima partita del campionato di baseball italiano, organizzato dalla neofondata Lega Italiana Baseball (LIB), disputata il 27 giugno 1948, nell'impianto Mario Giurati di Milano, contro gli Yankees Inter.
In seguitò giocò per il Milano Baseball 1946 nel ruolo di lanciatore tra il 1950 e 1956. Collezionò 76 presenze.
Dopo il ritiro dall'attività agonistica, negli anni settanta del XX secolo, divenne consigliere della Milano Baseball 1946, chiamato da Doriano Donnabella ed Emilio Lepetit. Nello stesso periodo fu amministratore delegato di Standa.
Anche suo cugino Gianni Cantani, fu pioniere del baseball e giocò come esterno del Milano Baseball 1946.